# Kancil
Kancil ist eine indonesische Automarke.

## Markengeschichte
Das Unternehmen PT Kurnia Abadi Niaga Citra Indah Lestari aus Jakarta begann 2004 mit der Produktion von Automobilen. Der Markenname lautete Kancil (die indonesische Bezeichnung für Hirschferkel). 2005 endete die Produktion zunächst. Seit 2009 setzt Kendaraan Angkutan Niaga Cilik Irit Lincah die Produktion fort.

## Fahrzeuge
Das erste Unternehmen stellte einen vierrädrigen Kleinstwagen her. Die geschlossene Karosserie hatte vier Türen und bestand aus Fiberglas. Ein Einzylinder-Viertaktmotor mit 67 mm Bohrung, 65 mm Hub und 250 cm³ Hubraum leistete 11,5 kW.
Das zweite Unternehmen verwendet einen Motor mit 400 cm³ Hubraum. Das ebenfalls vierrädrige Fahrzeug wird oft als Autorikscha eingesetzt.